# Schneidemühle Eulenberg
Schneidemühle Eulenberg ist ein ehemaliger Wohnplatz (Wüstung), heute im Gebiet der Woiwodschaft Westpommern in Polen gelegen.
Die Wüstung liegt in Hinterpommern, etwa 100 Kilometer nordöstlich von Stettin und etwa 12 Kilometer südlich von Kołobrzeg (Kolberg). 
Der Wohnplatz entstand, als um 1890 ein mit Wasserkraft betriebenes Sägewerk etwa 2 ½ Kilometer nördlich von Groß Jestin an der Persante angelegt wurde. Im Jahre 1895 wurden hier 8 Einwohner gezählt, im Jahre 1905 waren es 12 Einwohner. 
Bis 1945 bildete Schneidemühle Eulenberg einen Wohnplatz in der Gemeinde Groß Jestin und gehörte mit dieser zum Kreis Kolberg-Körlin in der Provinz Pommern.
1945 kam Schneidemühle Eulenberg, wie ganz Hinterpommern, an Polen. Die Anlagen des Sägewerks wurden demontiert. Heute liegt der Wohnplatz wüst. Die Wüstung liegt im Gebiet der polnischen Gmina Gościno (Gemeinde Groß Jestin).